# Зедергольм, Альберт Карлович
Альберт Карлович Зедергольм (1822—1878) — русский генерал, участник Кавказской войны.
Родился 22 июня 1822 года в Москве и по окончании первоначального образования в частном учебном заведении поступил в 1840 году на службу унтер-офицером в Тенгинский полк, с которым принял участие в ряде военных действий с горцами в Малой Чечне. За отличие, оказанное в этих делах, Зедергольм был сначала назначен батальонным, а потом полковым адъютантом, затем штабс-капитаном и адъютантом к командующему войсками на Кавказской линии генералу от кавалерии Завадовскому. По завоевании Малой Чечни была снаряжена экспедиция в Большую Чечню, в одном из отрядов которой находился и Зедергольм. Усердие, проявленное им в этих делах, было отличено орденами св. Анны 3-й степени с бантом и св. Анны 2-й степени с мечами.
В 1854 году Зедергольм вернулся в Тенгинский полк и в 1856 году назначен был батальонным командиром его. В этом и следующем году он снова участвовал в ожесточенных схватках, с неприятелем в Большой Чечне, сопровождавшихся разорением многих аулов. Наградой за эти дела ему был чин подполковника (1857) и назначение исправляющим должность Тифлисского плац-майора (1858); однако в этой должности он пробыл всего два года и определён был командиром Кавказского линейного № 30 батальона, а в 1863 году — командиром 157-го Имеретинского пехотного полка. В следующем году, при завоевании Западного Кавказа, Зедергольм занимался прокладыванием дорог из ущелий рек Большой и Малой Лабы и участвовал в наступательных действиях на территории пехувцев и ахчинкухцев. Произведённый в 1872 году в генерал-майоры, с прикомандированием к 40-й пехотной дивизии, Зедергольм в следующем году был назначен сначала командиром 2-й бригады 40-й пехотной дивизии, а затем командиром 2-й бригады Кавказской гренадерской дивизии. Наконец, в 1877 году последовало назначение его помощником инспектора госпиталей Кавказского военного округа и начальником Тифлисского военного госпиталя; в этой должности он оставался до смерти, последовавшей 27 января 1878 года. За боевую и служебную деятельность Зедергольм, помимо многих орденов, получил ещё 800 десятин в Кубанской области.
Был женат на дочери историка М. П. Погодина, Александре.